# Terrence Shannon Jr.
Terrence Edward Shannon Jr. (Chicago, Illinois; 30 de julio de 2000) es un baloncestista estadounidense que pertenece a la plantilla de los Minnesota Timberwolves de la NBA. Con 1,98 metros de estatura, juega en la posición de alero.

## Trayectoria deportiva

### Universidad
Jugó tres temporadas con los Red Raiders de la Universidad Tecnológica de Texas, en las que promedió 11,0 puntos, 3,6 rebotes] y 1,4 asistencias por partido. En su primera temporada fue incluido en el mejor quinteto freshman de la Big-12 Conference, tras promediar 9,8 puntos y 4,1 rebotes por partido.
El 25 de marzo de 2022 entró en el portal de transferencias de la NCAA, y un mes después fue enviado a los Fighting Illini de la Universidad de Illinois. Allí jugó dos temporadas más, en las que promedió 20,2 puntos, 4,3 rebotes y 2,5 asistencias por partido, En ambas temporadas fue incluido por los entrenadores en el mejor quinteto de la Big Ten Conference.

#### Estadísticas
| Año     | Equipo     | PJ  | PT  | MPP  | %TC  | %3P  | %TL  | RPP | APP | ROB | TPP | PPP  |
| ------- | ---------- | --- | --- | ---- | ---- | ---- | ---- | --- | --- | --- | --- | ---- |
| 2019–20 | Texas Tech | 29  | 21  | 23.5 | .470 | .257 | .829 | 4.1 | 1.0 | .9  | .4  | 9.8  |
| 2020–21 | Texas Tech | 28  | 13  | 26.7 | .448 | .357 | .756 | 4.0 | 1.4 | 1.1 | .1  | 12.9 |
| 2021–22 | Texas Tech | 26  | 20  | 25.0 | .455 | .384 | .784 | 2.6 | 2.0 | .8  | .2  | 10.4 |
| 2022–23 | Illinois   | 31  | 30  | 32.1 | .442 | .321 | .790 | 4.6 | 2.8 | 1.3 | .5  | 17.2 |
| 2023–24 | Illinois   | 32  | 31  | 33.9 | .475 | .362 | .801 | 4.0 | 2.3 | 1.0 | .9  | 23.0 |
| Total   | Total      | 146 | 115 | 28.5 | .459 | .347 | .793 | 3.9 | 1.9 | 1.0 | .4  | 15.0 |

### Profesional
El 26 de junio fue elegido en la vigésimo séptima posición del Draft de la NBA de 2024 por los Minnesota Timberwolves, equipo con el que firmó contrato el 8 de julio.

## Estadísticas de su carrera en la NBA

### Temporada regular
| Año     | Equipo    | PJ | PT | MPP  | %TC  | %3P  | %TL  | RPP | APP | ROB | TPP | PPP |
| ------- | --------- | -- | -- | ---- | ---- | ---- | ---- | --- | --- | --- | --- | --- |
| 2024-25 | Minnesota | 32 | 1  | 10.6 | .482 | .355 | .810 | 1.5 | 1.0 | .2  | .2  | 4.3 |
| Total   | Total     | 32 | 1  | 10.6 | .482 | .355 | .810 | 1.5 | 1.0 | .2  | .2  | 4.3 |

#### Playoffs
| Año   | Equipo    | PJ | PT | MPP | %TC  | %3P  | %TL   | RPP | APP | ROB | TPP | PPP |
| ----- | --------- | -- | -- | --- | ---- | ---- | ----- | --- | --- | --- | --- | --- |
| 2025  | Minnesota | 9  | 0  | 6.3 | .481 | .375 | 1.000 | 1.1 | .3  | .4  | .0  | 4.6 |
| Total | Total     | 9  | 0  | 6.3 | .481 | .375 | 1.000 | 1.1 | .3  | .4  | .0  | 4.6 |